# Phaenomenella
Phaenomenella is een geslacht van weekdieren uit de klasse van de Gastropoda (slakken).

## Soorten
- Phaenomenella angusta Fraussen & Hadorn, 2006
- Phaenomenella callophorella (Fraussen, 2004)
- Phaenomenella cirsiumoides (Fraussen, 2004)
- Phaenomenella inflata (Shikama, 1971)
- Phaenomenella insulapratasensis (Okutani & Lan, 1994)
- Phaenomenella mokenorum Fraussen, 2008
- Phaenomenella thachi Fraussen & Stahlschmidt, 2012
- Phaenomenella venusta Fraussen & Stahlschmidt, 2012
- Phaenomenella vexabilis Fraussen & Stahlschmidt, 2013